# Nevděční mrtví
Nevděční mrtví je 1. díl 3. řady amerického televizního seriálu Grimm od společnosti NBC. V USA měl díl premiéru 25. října 2013 na stanici NBC. V České republice měl premiéru 3. března 2014 na stanici Prima Cool.

## Děj
V této epizodě se Nick vyléčí od zombie nemoci, ale na konci epizody zjistí, že se nechtěně stal napůl člověk a napůl zombie. Spolu s tím zemře pádem letadla i Baron. Nick rozpoutá v baru rvačku. Naštěstí jeho krytí přivádí vyšetřovatele na jinou stopu. Jejich šéf zničí všechny videomateriály z baru a tím zachrání Nicka před vězením.